# Arctocephalus townsendi
L'otaria orsina di Guadalupe (Arctocephalus townsendi Merriam, 1897) è una specie di otaria orsina. È uno dei sei membri del genere Arctocephalus, ma è l'unico che si incontra nell'emisfero settentrionale. Alla fine del XIX secolo, i cacciatori di foche ne ridussero il numero ad appena poche dozzine, ma da allora la popolazione è aumentata di nuovo, tanto che alla fine degli anni novanta se ne potevano incontrare 10.000 esemplari. Molti individui si possono incontrare sull'isola di Guadalupe, in Messico.

## Biologia
Nelle dimensioni, queste otarie sono sessualmente dimorfiche, con i maschi molto più grandi delle femmine, sebbene siano stati misurati solo pochi esemplari. Entrambi i sessi sono di colore marrone scuro o nero fuliggine, ma i peli di guardia sul retro del collo sono giallastri o marroncino chiaro. I cuccioli nascono con un mantello nero simile a quello degli adulti. Le osservazioni suggeriscono che i maschi riproduttivi rimangono fedeli a particolari siti per un gran numero di anni. La permanenza dei maschi territoriali dura 35-122 giorni. Le nascite avvengono tra la metà di giugno fino a tutto luglio, sebbene il picco si abbia a giugno.

## Distribuzione
Le otarie orsine di Guadalupe si riproducono lungo le coste orientali dell'isola di Guadalupe, circa 200 km ad ovest della Baja California. Inoltre, alcuni esemplari sono stati avvistati presso le Isole Channel, in California meridionale, compresi due maschi che hanno stabilito i propri territori sull'isola di San Nicolas.

## Nemici
La maggior causa del declino dell'otaria orsina di Guadalupe fu la caccia commerciale datale tra la fine del Settecento e gli inizi del secolo successivo. Nel 1825 questa specie scomparve dalle acque della California meridionale. Nonostante questo, nelle acque messicane la caccia continuò fino al 1894.